# Малиновка (Демянский район)
Малиновка — деревня в Демянском районе Новгородской области России. Входит в состав Песоцкого сельского поселения.

## История
В 1963 г. Указом Президиума ВС РСФСР деревня Жидилово переименована в Малиновка.

## Население
| 2010 |
| ---- |
| 6    |